# Caladomyia poppigi
Caladomyia poppigi är en tvåvingeart som beskrevs av Sawedal 1981. Caladomyia poppigi ingår i släktet Caladomyia och familjen fjädermyggor. Inga underarter finns listade i Catalogue of Life.